# Fear Doirich
Fear Doirich (literalmente Homem Escuro) é um druida e vilão que aparece na mitologia irlandesa em eventos que envolvem o herói Fionn mac Cumhaill e sua esposa Sadhbh. Ele também é às vezes descrito como uma fada ou divindade maligna, atuando como servo da Rainha das Fadas. 

## História
Segundo a lenda, Fear Doirich desejou que Sadhbh fosse sua esposa, mas transformou-a em uma corça quando ela rejeitou seus avanços. Fionn encontrou-a enquanto caçava, e seus cães Bran e Sceólang a reconheceram como uma humana encantada, pois eram filhos de uma mulher que havia sido transformada em um cão. As terras de Fionn provaram ser o único lugar onde o feitiço de Fear Doirich poderia ser desfeito, devolvendo a Sadhbh sua forma humana original. Ao conseguir isso, ela e Fionn casaram-se e ela engravidou. Tragicamente, Fear Doirich descobre e torna a transformá-la em uma corça depois que Fionn parte para uma guerra. Após estes eventos, Sadhbh nunca mais é vista.